# La mañana (programa de La 1)
La mañana, anteriormente conocido como La mañana de La 1, fue un programa de televisión emitido por La 1 de Televisión Española y TVE Internacional, de lunes a viernes, en horario de 09:00 a 12:05. El espacio estuvo conducido en su última etapa por Diego Losada.

## Formato
La mañana era un magacín análogo en su estructura a los que en la misma franja horaria emitían otros canales generalistas de España: Espejo público (Antena 3) y El programa de Ana Rosa (Telecinco). El planteamiento era también, básicamente, idéntico al de los espacios predecesores en ese horario en la propia Televisión Española: Por la mañana (2002-2008), conducido por Inés Ballester y Esta mañana (2008-2009) conducido por Inmaculada Galván. El espacio emitido en directo desde el enorme Estudio 1 de Prado del Rey, posteriormente desde el Estudio 5 del mismo emplazamiento y en su última etapa en los Estudios 1 y 4, incluía entrevistas, actualidad, opinión, sucesos y crónica social.

## Historia
La mañana fue creado y puesto en marcha por Ricardo Medina y su equipo de Medina Media, el lunes 24 de agosto de 2009 con Mariló Montero como presentadora. Algunos colaboradores en una primera etapa son Javier Capitán y Laura García Agustín.
En septiembre de 2010 se modifica la imagen corporativa de La mañana y el 18 de octubre del mismo año se vuelve a modificar para adaptarse al formato panorámico.
El 23 de agosto de 2013, Inés Paz, Luis Gutiérrez, Almudena del Pozo, Karmele Izaguirre y Ciudadano García abandonan el programa. Más tarde, el 26 de agosto de 2013, se modifican plató, grafismos y decorados.
El 7 de julio de 2014, con motivo de las vacaciones de Mariló Montero, Inés Ballester presenta La mañana de verano. De esta versión veraniega surge el programa Amigas y conocidas, que comienza como sección veraniega y posteriormente como programa propio desde el 1 de septiembre de 2014. Por su parte, el 29 de agosto de 2014 se dieron a conocer los cambios en la temporada 2014/2015. Así, se confirma la salida del programa de Carlos Córdoba y de Sergio Fernández, la reducción del programa en 45 minutos por el estreno de Amigas y conocidas, la permanencia en el programa de algunos debutantes en verano como Julius Bienert y la entrada de varios rostros nuevos.
En febrero de 2015 se anuncian grandes cambios para el programa que tendrían lugar en torno al mes de marzo de 2015, para subir los datos de audiencia. Entre las novedades se encuentran el cambio de plató, que pasaría a encontrarse en el Estudio 5 de Prado del Rey, así como nuevas secciones dirigidas al entretenimiento. Además, se anuncia la vuelta a Televisión Española de Paco Lobatón para conducir la sección de sucesos del programa matinal.
A partir de la nueva temporada del formato el 7 de septiembre de 2015, el programa vuelve a ver reducido su horario de emisión otros 45 minutos, por el estreno de Torres en la cocina. Dos meses después se vuelve a renovar la sintonía, cabecera y grafismos.
El 30 de junio de 2016, Mariló Montero anuncia en directo que abandona la cadena, así como La mañana tras siete años al frente del programa, cediendo el testigo a Silvia Jato, presentadora del programa en la época estival. Luego, el 29 de agosto de 2016 se confirma a María Casado como nueva presentadora del programa.
El 18 de septiembre de 2017 se da el pistoletazo de salida a la 9.ª temporada del magacín de actualidad de Televisión Española con importantes novedades. Así, el programa incorpora a Fernando Díaz de la Guardia que copresenta en esta nueva etapa con María Casado la sección de actualidad. Por su parte, Jota Abril sigue informando de la opinión de los espectadores y acompañando a Casado en la sección de entretenimiento. Por otro lado, el espacio estrena imagen y decorado y el horario del programa es de 10:00 a 12:00. Además, el programa Saber vivir vuelve a ser independiente y pasa a ser conducido por la periodista Macarena Berlín, con la colaboración de los doctores Ana Bellón y Luis Benito. El programa pasa a tener nueva imagen y decorado. El horario del programa es de 12:00 a 12:30.
De cara a la temporada 2018/2019, los cambios organizativos de RTVE conllevan a cambios en el programa. De este modo, el programa presentado por María Casado elimina la sección de corazón; prescinde de Jota Abril, fichando en su lugar a Fernando Timón y le ofrece una sección a Fernando Díaz de la Guardia que el comunicador andaluz declina. También la periodista Rocío Orellana presenta la sección "Desaparecidos" que fue premiada por la asociación QSD Global en el Congreso de los Diputados a la mejor labor informativa. Del mismo modo, el formato renueva su identidad gráfica.
El 30 de diciembre de 2019, Diego Losada se incorpora al programa como subdirector y copresentador tras la marcha de Fernando Timón, siendo además el sustituto de María Casado durante sus vacaciones. También cabe destacar que el espacio profundizaría aún más en temas relacionados con el consumo, la salud o los fraudes, con una mayor presencia de expertos y apostando por dar más voz a los ciudadanos a través de la sección de denuncia pública, todo ello sin dejar de lado la actualidad y la investigación.
El 8 de mayo de 2020, TVE comunica por sorpresa el cese de María Casado, que abandona el espacio una semana después. Entonces, Diego Losada toma las riendas de La mañana.
El 4 de septiembre de 2020, La mañana finaliza sus emisiones tras 11 años y más de 3.000 programas emitidos.

## Equipo

### Presentadores y copresentadores
| Presentador/a               | Información                                    | Información                             | Años          |
| Presentadores               | Presentadores                                  | Presentadores                           | Presentadores |
| --------------------------- | ---------------------------------------------- | --------------------------------------- | ------------- |
| Mariló Montero              | Presentadora titular                           | Periodista y presentadora de televisión | 2009 - 2016   |
| María Casado                | Presentadora titular                           | Periodista y presentadora de televisión | 2016 - 2020   |
| Diego Losada                | Presentador titular (antes, copresentador)     | Periodista y presentador de televisión  | 2019 - 2020   |
| Presentador/a               | Información                                    | Información                             | Años          |
| Presentadores sustitutos    |                                                |                                         |               |
| Inés Ballester              | Presentadora sustituta                         | Periodista y presentadora de televisión | 2014          |
| Teresa Viejo                | Presentadora sustituta                         | Periodista y presentadora de televisión | 2015          |
| Sandra Daviú                | Presentadora sustituta                         | Presentadora de televisión              | 2015 - 2016   |
| Silvia Jato                 | Presentadora sustituta                         | Modelo y presentadora de televisión     | 2016 - 2018   |
| Ana Ibáñez                  | Presentadora sustituta                         | Periodista y presentadora de televisión | 2019          |
| Mamen Asencio               | Presentadora sustituta                         | Periodista y locutora de radio          | 2020          |
| Presentador/a               | Información                                    | Información                             | Años          |
| Copresentadores             |                                                |                                         |               |
| José Ángel Leiras           | Copresentador                                  | Periodista y presentador de televisión  | 2009 - 2011   |
| Inés Paz                    | Copresentadora                                 | Periodista y presentadora de televisión | 2009 - 2013   |
| Carlos Córdoba              | Copresentador                                  | Periodista y presentador de televisión  | 2013 - 2014   |
| Jota Abril                  | Copresentador                                  | Periodista y presentador de televisión  | 2014 - 2017   |
| Fernando Díaz de la Guardia | Copresentador                                  | Periodista y presentador de televisión  | 2017 - 2018   |
| Fernando Timón              | Copresentador                                  | Periodista y presentador de televisión  | 2018 - 2019   |
| Cristina Fernández          | Copresentadora en la sección de crónica social | Periodista                              | 2020          |
| Rocío Orellana              | Copresentadora sección de sucesos              | Periodista                              | 2018-2019     |

### Actualidad y sucesos
- Fernando Lázaro
- Alejandro Requeijo
- Alfonso Ojea
- Juan Luis Galiacho
- Francisco Javier Barroso
- Juan Baño
- Manuel Cerdán
- Fernando González Delgado
- Ricardo Magaz
- Vicente Garrido
- Borja Mapelli Caffarena
- Javier Durán
- José Cabrera
- Isabel Gemio

### Crónica social
- Cristina Fernández
- María Eugenia Yagüe
- José de Santiago

### Antiguos
- Silvia Rodríguez
- Isabel Rábago
- Alba Carrillo
- Jesús Manuel Ruiz
- Jesús Mariñas
- Gisela
- Daniel Carande
- Pilar Eyre
- Carlos Pérez-Gimeno
- Pedro Mardones
- Ricky García
- Pilar Vidal
- Gema Fernández Gómez

## Estructura

### Antiguas
- Saber vivir
  - Sección de salud con 
    - Macarena Berlín (2018 a 2019)
    - Ana Bellón (2009 a 2018)
    - Iñaki Ferrando (2013 a 2014)
    - Luis Gutiérrez (2009 a 2013)
- Saber cocinar
  - Sección de cocina con
    - Julius Bienert (2014-2015)
    - Ana Bellón (2009-2014)
    - Sergio Fernández (2009-2014)
- Saber moverse
  - Sección de ejercicio con Cristina Mérida (2009 a 2014)
- Saber mirar
  - Sección de actualidad con Fernando Ónega (2009 a 2014)
- Saber lo que pasa
  - Jota Abril (2015-2018)
  - Silvia Rodríguez (2014-2015)
  - Carlos Córdoba (2013-2014)
  - Inés Paz (2011-2013)
  - José Ángel Leiras (2009-2011)
- La máquina del café
  - Entrevista de Mariló Montero a un invitado especial (2014-2015)
- La abogada en casa
  - Sección de divulgación sobre derecho con Begoña Villacís y Rocío Orellana (2014-2015)
- Escuela de padres
  - Sección de coaching para padres e hijos con Helena López-Casares (2014-2015)
- Ramos News
  - Sección de zapping en la que se muestran vídeos e imágenes llamativas con Fernando Ramos (2015-2016)
- Ventana QSD
  - Sección con Paco Lobatón (2015-2016)
- Sumario
  - Informativo con María Casado y Fernando Díaz de la Guardia (2016-2018)
- Actualidad y sucesos
  - Sección de actualidad, investigación y debate, presentada por: María Casado y Fernando Díaz de la Guardia, con los colaboradores: Fernando Lázaro, Alejandro Requeijo, Alfonso Ojea, Juan Luis Galiacho, Francisco Javier Barroso, Juan Baño, Manuel Cerdán, Fernando Delgado, Ricardo Magaz, Vicente Garrido; Borja Mapelli Caffarena, Javier Durán, José Cabrera e Isabel Gemio (2016-2018)
- El apunte
  - Sección con Fernando Ónega (2016-2018)
- Redes sociales
  - Un repaso a las redes sociales con Jota Abril (2016-2018)
- Corazón
  - Sección de crónica social presentada por María Casado y Jota Abril, con los colaboradores: Isabel Rábago, Jesús Mariñas, Jesús Manuel Ruiz, Pilar Vidal, Daniel Carande, Pilar Eyre, Carlos Pérez-Gimeno y Gema Fernández Gómez (2016-2018)

## Audiencias
| Temporadas | Temporadas               | Estreno              | Final              | Audiencia    | Audiencia | Audiencia                                                                                       |
| Temporadas | Temporadas               | Estreno              | Final              | Espectadores | Cuota de pantalla | Horario                                                                                         |
| ---------- | ------------------------ | -------------------- | ------------------ | ------------ | --- | ----------------------------------------------------------------------------------------------- |
|            | 1.ª                      | 24 de agosto de 2009 | 9 de julio de 2010 | 506.000      | 13,2% | 10:30-14:00 (hasta el 11 de septiembre de 2009) 10:15-14:00 (desde el 14 de septiembre de 2009) |
| 2.ª        | 6 de septiembre de 2010  | 8 de julio de 2011   | 495.000            | 12,8%        | 10:15-14:00 |                                                                                                 |
| 3.ª        | 5 de septiembre de 2011  | 29 de junio de 2012  | 457.000            | 9,8%         | 10:15-14:00 |                                                                                                 |
| 4.ª        | 3 de septiembre de 2012  | 5 de julio de 2013   | 391.000            | 9,5%         | 10:15-13:55 (hasta el 28 de marzo de 2013) 10:05-13:55 (desde el 1 de abril de 2013) |                                                                                                 |
| 5.ª        | 26 de agosto de 2013     | 4 de julio de 2014   | 291.000            | 7,4%         | 10:05-13:55 |                                                                                                 |
| 6.ª        | 1 de septiembre de 2014  | 24 de julio de 2015  | 262.000            | 7,9%         | 10:05-13:15 (hasta noviembre de 2014) 10:05-13:00 (noviembre 2014-julio 2015) 10:05-12:45 (julio 2015-septiembre 2015)                                                                            |                                                                                                 |
| 7.ª        | 7 de septiembre de 2015  | 30 de junio de 2016  | 231.000            | 7,6%         | 10:05-12:30 |                                                                                                 |
| 8.ª        | 5 de septiembre de 2016  | 28 de julio de 2017  | 258.000            | 8,4%         | 10:05-12:30 |                                                                                                 |
| 9.ª        | 18 de septiembre de 2017 | 27 de julio de 2018  | 302.000            | 9,7%         | 10:00-12:00 |                                                                                                 |
| 10.ª       | 3 de septiembre de 2018  | 26 de julio de 2019  | 256.000            | 7,9%         | 10:00-11:55 (septiembre de 2018-noviembre de 2018) 10:00-12:30 (noviembre de 2018-enero de 2019) 10:00-13:30 (enero de 2019-julio de 2019) 10:00-12:25 (desde julio de 2019 a septiembre de 2019) |                                                                                                 |
| 11.ª       | 2 de septiembre de 2019  | 31 de julio de 2020  | 337.000            | 8,0%         | 10:00-12:25 (julio de 2019-marzo de 2020) 10:00-13:00 (marzo de 2020-septiembre de 2020) |                                                                                                 |
| Total      | Total                    | Total                | Total              | —            | — | —                                                                                               |